# تضخيم قطبي

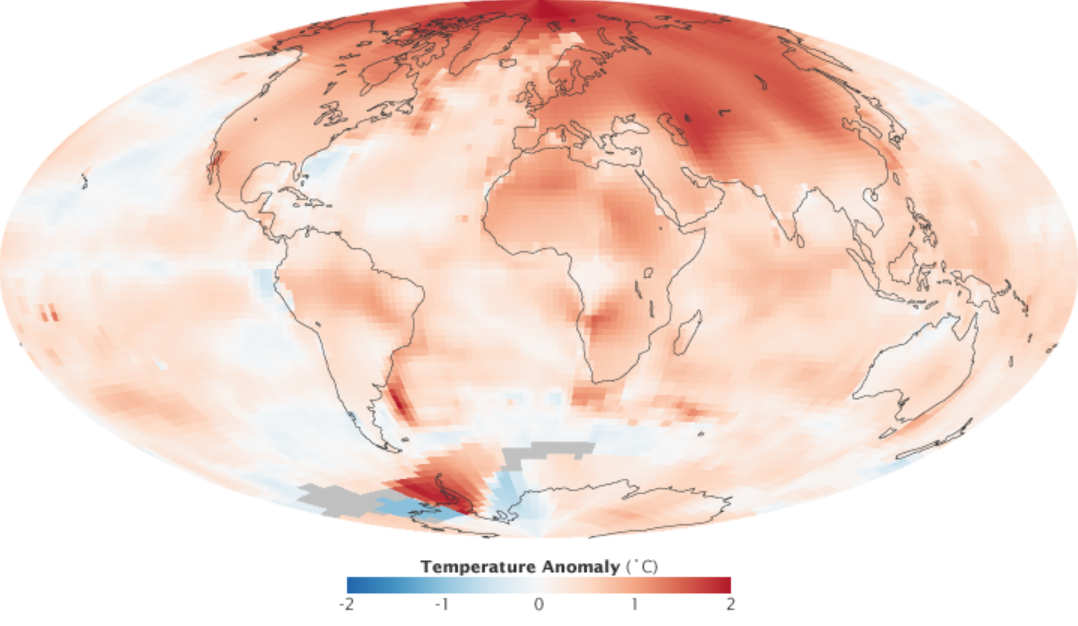

التضخيم القطبي هو ظاهرة تشير إلى أن أي تغيير في توازن صافي الإشعاع (على سبيل المثال ازدياد الدفيئة) يميل إلى إحداث تغيير أكبر في درجة الحرارة بالقرب من القطبين مقارنًة بالمتوسط الكوكبي. وعلى كوكبنا ذي الغلاف الجوي القادر على حد انبعاث إشعاع الموجات الطويلة إلى الفضاء (تأثير البيت الزجاجي)، تكون درجات حرارة السطح أكثر دفئًا مما تتنبأ به حسابات درجة حرارة التوازن الكوكبي البسيطة. عندما يكون الغلاف الجوي أو المحيط الممتد قادرين على نقل الحرارة باتجاه الأقطاب، ستكون الأقطاب أكثر دفئًا والمناطق الاستوائية أكثر برودة مما تتوقعه توازنات صافي الإشعاع المحلية.
يُعتقد أن كوكب الزهرة خبر زيادة كبيرة جدًا في تأثير البيت الزجاجي خلال فترة حياته، لدرجة أن أقطابه قد ارتفعت درجة حرارتها بدرجة كافية لجعل درجة حرارة سطحها متساوية الحرارة (لا يوجد فرق بين القطبين وخط الاستواء). أما على الأرض، فيوفر بخار الماء والغازات النزرة تأثيرًا أقل للبيت الزجاجي، ويوفر الغلاف الجوي والمحيطات الواسعة نقلًا حراريًا فعالًا باتجاه الأقطاب. وقد أظهر كلٌ من التغيرات المناخية القديمة والتغيرات الحديثة في ظاهرة الاحتباس الحراري تضخيمًا قطبيًا قويًا، مثل ما هو موضح في الأدنى.
التضخيم في القطب الشمالي هو التضخيم القطبي في القطب الشمالي للأرض فقط؛ والتضخيم في القطب الجنوبي هو التضخيم القطبي في القطب الجنوبي.

## التاريخ
نشرت دراسة قائمة على الملاحظة تتعلق بتضخيم القطب الشمالي في عام 1969 من قبل ميخائيل بوديكو، وكان ملخص استنتاج الدراسة أن «فقدان الجليد البحري يؤثر على درجات الحرارة في القطب الشمالي من خلال ارتجاع الوضاءة (ألبيدو) السطحي». وقد نشر ويليام دي سيلرز نموذجًا مماثلًا في نفس العام. جذبت كلتا الدراستين اهتمامًا كبيرًا لأنها ألمحت إلى إمكانية الحصول على ارتجاع إيجابي كبير ضمن نظام المناخ العالمي. وفي عام 1975، نشر مانابي وويذرالد أول نموذج تداول عام معقول إلى حد ما نظر في آثار زيادة غازات الدفيئة. وعلى الرغم من أنه يقتصر على أقل من ثلث الكرة الأرضية، مع وجود محيط «مستنقع» وأسطح أرضية فقط على خطوط العرض العليا، وقد أظهر ارتفاع درجة حرارة القطب الشمالي بشكل أسرع من المناطق المدارية (كما هو الحال مع جميع النماذج اللاحقة).

## التضخيم

### آليات التضخيم
تعتبر الارتجاعات المرتبطة بالجليد البحري والغطاء الثلجي السبب الرئيسي للتضخيم القطبي الأرضي الأخير. ولكن مع ذلك، فقد لوحظ التضخيم أيضًا في عوالم النماذج التي لا تحتوي الجليد أو الثلج. لذا يبدو أنه ينشأ على حد سواء من تكثيف (ربما عابر) للانتقال الحراري باتجاه الأقطاب وبشكل مباشر أكثر من التغيرات في توازن صافي الإشعاع المحلي (إذ يؤدي الانخفاض الكلي في الإشعاع الخارجي إلى زيادة نسبية أكبر في صافي الإشعاع بالقرب من القطبين مقارنةً بخط الاستواء).
بعض الأمثلة على ردود الفعل لتغير المناخ التي يُعتقد أنها تُسهم في التضخيم القطبي الحديث تشمل تناقص الغطاء الثلجي والجليد البحري، والتغيرات في دوران الغلاف الجوي والمحيطات، ووجود سناج بشري المنشأ في بيئة القطب الشمالي، والزيادات في الغطاء السحابي وبخار الماء. وتربط معظم الدراسات تغيرات الجليد البحري بالتضخيم القطبي. وتُظهر بعض نماذج المناخ الحديث تضخيمًا في القطب الشمالي دون حدوث تغيرات في الغطاء الثلجي والجليدي. وهذه العمليات الفردية التي تساهم في الاحترار القطبي ضرورية لفهم حساسية المناخ.

### دوران المحيط
تشير التقديرات إلى أن 70% من طاقة الرياح العالمية تُنقل إلى المحيط وتحدث ضمن تيار القطب الجنوبي (إيه سي سي). في النهاية، ينقل التيار الصاعد بسبب ضغط الريح مياه القطب الجنوبي الباردة عبر التيار السطحي للمحيط الأطلسي، والتي تزيد حرارتها خلال عبور خط الاستواء، وفي بيئة القطب الشمالي. وبالتالي، فإن الاحترار في القطب الشمالي يعتمد على كفاءة النقل العالمي للمحيطات ويلعب دورًا في تأثير التأرجح القطبي.
انخفاض الأكسجين وانخفاض درجة الحموضة أثناء ظاهرة النينا هما عمليتان ترتبطان بانخفاض الإنتاج الأولي والتدفق الأكثر وضوحًا باتجاه القطب لتيارات المحيط. وقد اقترح أن آلية زيادة الشذوذ في درجة حرارة الهواء السطحي في القطب الشمالي خلال فترات النينا لـ (إي إن إس أو – ظاهرة إل نينو) يمكن أن تُعزى إلى آلية الاحترار القطبية المثار مداريًا (تي إي إيه إم)، حين تنتشر أمواج روسبي باتجاه الأقطاب، فذلك يؤدي إلى موجات ديناميكية وزيادة الأشعة تحت الحمراء النازلة.